# 酒精飲料列表

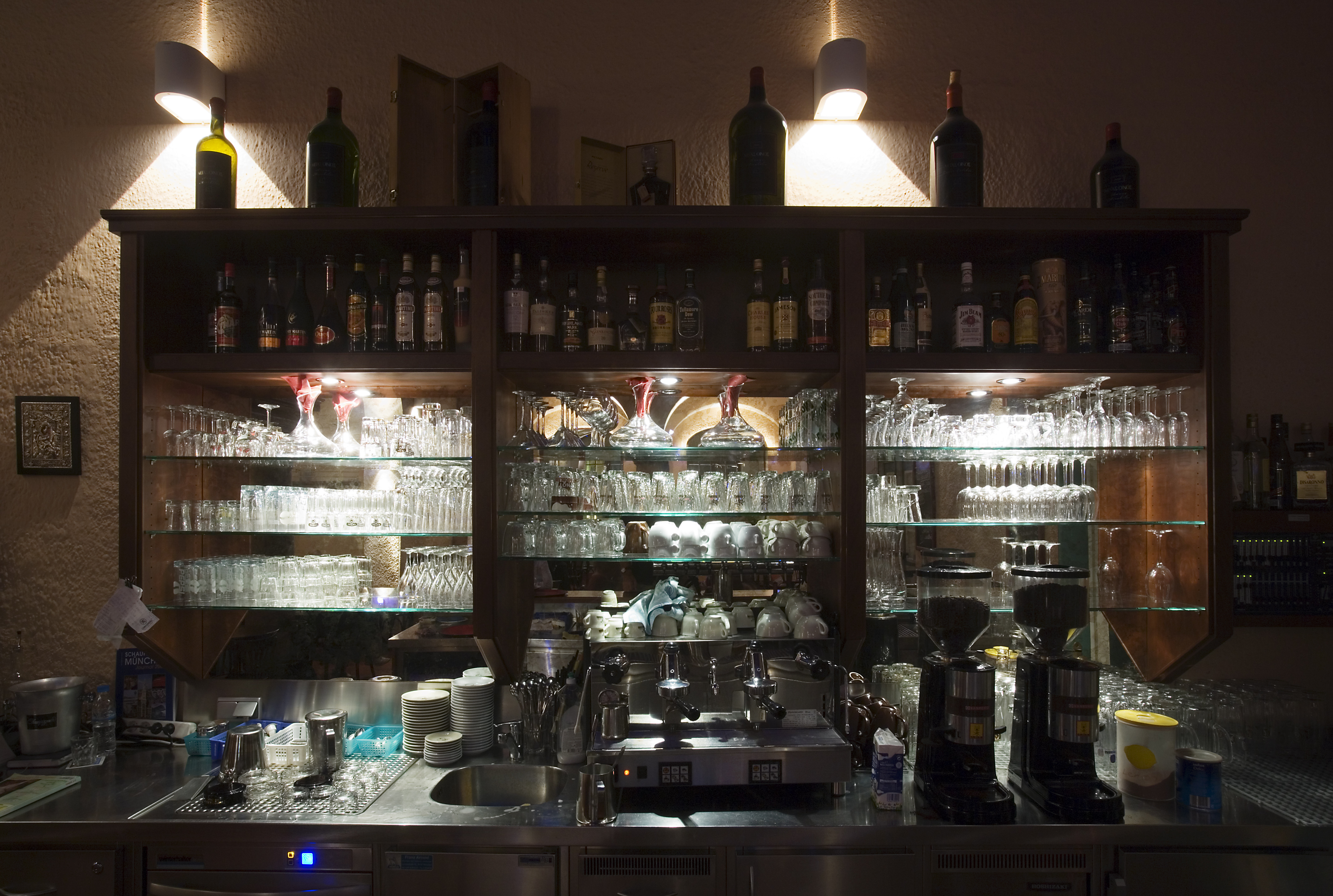
備有豐富酒類的酒吧。

酒精飲料是含有乙醇（俗稱酒精）的飲料。酒精飲料大致分為三大類：啤酒、啤酒除外的釀造酒、和蒸餾酒。在大多數國家均可合法飲用，世上目前有一百多個國家制定有法律，用來規範酒精飲料產品的生產、銷售、和消費。特別的是這些法律均對個人可合法購買或是飲用的最低年齡設下規範（參照合法飲酒年齡）。各國最低合法飲酒年齡的範圍介於16至25歲之間，因不同國家，和對不同飲料而有差異。大多數國家把最低的年齡定為18歲。
下列是一份酒精飲料列表（英語：list of alcoholic drinks）。

## 按釀造原料分類
有些酒精飲料的名稱是由所使用的原料而定。
| 穀物                            | 釀造酒名稱 | 蒸餾酒名稱 |
| ------------------------------- | --- | --- |
| 大麥                            | 啤酒、大麥酒 | 琴酒、蘇格蘭威士忌、愛爾蘭威士忌、荷蘭琴酒、ginebra琴酒（Ginebra San Migue，西班牙、阿根廷、 菲律賓）、日本燒酎、韓國燒酒、 中國燒酒 |
| 蕎麥                            | | 蕎麥威士忌（法國布列塔尼大區）、日本燒酎（參見日本燒酎英文版#Barley shōchū （麦焼酎）） |
| 玉米                            | 奇恰酒、玉米啤酒（奇恰酒是其中之一）、鐵斯基諾酒（也是一種玉米啤酒） | 波本威士忌、私酒，也有 伏特加（但罕見） |
| 小米                            | 小米啤酒（撒哈拉以南非洲）、東巴（尼泊爾）、博薩（巴爾幹半島、土耳其） | |
| 米                              | 啤酒、布蘭（印尼）、越南黃酒（ruou gao）、婆羅洲米酒（tuak）沙投（泰國）、黃酒及稠酒（中國）, 清酒（日本）、馬格利及韓國清酒（韓國）、印度米酒/सोंटी, हंड़िया, चुआक/查克（印度）、斯旺（尼泊爾米酒） | 艾拉（尼泊爾）、米香型白酒（中國）、米焼酎（參見日本焼酎英文版#Rice shōchū部分）、hkaung rai（ခေါင်ရည်，緬甸）、阿拉克（印尼）、老犒（泰國民間私釀米酒） |
| 裸麥                            | 裸麥啤酒、克瓦斯 | 裸麥威士忌、伏特加（俄羅斯）、康酒（德國） |
| 高粱                            | 波魯庫圖（奈及利亞）、皮特啤酒（加納）、梅麗莎（南蘇丹）、比利比利（bilibili，查德、中非共和國、喀麥隆） | 茅台酒、高粱酒、某些白酒（中國） |
| 小麥                            | 小麥啤酒 | 賀力卡（烏克蘭）、伏特加、小麥威士忌、小麥康酒（德國）、韓國燒酒 |
| 蔬果汁                          | 釀造酒名稱 | 蒸餾酒名稱 |
| 蘋果                            | 蘋果酒（美國稱為硬西打(hard cider)）、德國蘋果酒 | 拉基亞 (塞爾維亞)、蘋果烈酒（也稱為蘋果白蘭地(apple brandy)）、卡爾瓦多斯酒、蘋果酒 |
| 杏                              | | 拉基亞（塞爾維亞）、拉基亞（保加利亞）、帕林卡（匈牙利） |
| 香蕉或是大蕉                    | 越南大蕉酒(chuối hột)、卡伊姆（巴拿馬庫那族）、額呱呱（urgwagwa，烏干達、盧旺達）、姆把格（蕉類加上小米芽釀製，坦桑尼亞）、卡西奇西（kasikisi，蕉類加上高粱芽釀製，剛果民主共和國） | 拉基亞（巴爾幹半島） |
| 藍莓                            | | 博羅夫尼察（藍莓酒）（克羅埃西亞） |
| 腰果                            | | 芬妮酒/फेनी（印度） |
| 櫻桃                            | 櫻桃酒（丹麥） | 櫻桃白蘭地（德國、瑞士） |
| 椰或是棕櫚                      | 棕櫚酒（托蒂酒(toddy)）/ताड़ी（斯里蘭卡、印度） | 阿拉克、蘭班諾（斯里蘭卡、印度、菲律賓） |
| 枸杞                            | 枸杞酒（中國） | 枸杞酒（中國） |
| 薑加糖, 薑加葡萄乾              | 薑汁汽水、薑汁啤酒、薑酒 | |
| 葡萄                            | 葡萄酒 | 白蘭地、干邑白蘭地（法國）、威末酒、雅文邑白蘭地（法國）、德國白蘭地（德國）、皮斯可（秘魯、智利）、拉基亞（巴爾幹半島、土耳其）、辛加尼（玻利維亞）、亞力酒（敘利亞、黎巴嫩、約旦）、葡萄渣餾巴林卡（匈牙利） |
| 杜松子                          | | 荷蘭琴酒（荷蘭/比利時）、斯洛伐克琴酒（斯洛伐克） |
| 桑葚                            | | 烏記酒（亞美尼亞） |
| 楊梅                            | 楊梅酒（中國） | 楊梅酒（中國） |
| 梨                              | 梨酒，又稱梨西打（法國） | 利口酒（克羅埃西亞）、拉基亞（塞爾維亞）、威廉斯梨白蘭地、梨白蘭地、水果白蘭地（法國）、帕林卡（匈牙利）、拉基亞 / krushevitsa（保加利亞） |
| 鳳梨                            | 帖帕奇（墨西哥）、鳳梨酒（夏威夷） | |
| 李子                            | 梅乾酒 | 斯利沃威茨（巴爾幹半島和中歐）、李子白蘭地、梅酒（日本）、帕林卡、拉基亞 / slivovitsa（保加利亞） |
| 果渣                            | 果渣酒 | 拉基亞/烏佐酒/法國茴香酒/珊布卡（土耳其/希臘/法國/義大利）、齊普羅酒、齊科迪亞酒（希臘）、渣釀白蘭地（義大利/阿根廷/烏拉圭）、德國果渣白蘭地(trester)、法國果渣白蘭地(marc)、西班牙果渣白蘭地、塞浦路斯果渣白蘭地、葡萄牙果渣白蘭地(bagaço)、羅馬尼亞果渣白蘭地(tescovină)、亞力酒（伊朗） |
| 石榴                            | 石榴酒（亞美尼亞） | |
| 榅桲                            | | 拉基亞（塞爾維亞） |
| 樹莓（另稱覆盆子）              | 樹莓酒（美國、加拿大） | 樹莓酒（德國、瑞士） |
| 吊燈樹果 (學名Kigelia africana) | 吊燈樹果酒（肯亞） | |
| 花                              | 釀造酒名稱 | 蒸餾酒名稱 |
| 長葉馬府油樹花酒                | Mahudo/મહુડો, Mahuda no daru/મહુડા નો દારૂ（古吉拉特邦）、Mahuva ki sharaab/महुआ की शराब, Madhvi/माध्वी, tharra/ठर्रा（中央邦、恰蒂斯加爾邦） | |
| 植物                            | 釀造酒名稱 | 蒸餾酒名稱 |
| 龍舌蘭汁                        | 普逵酒 | 龍舌蘭酒、梅斯卡爾酒、賴西拉 |
| 木薯                            | 透過唾液釀造的飲料（參見由唾液中澱粉酶釀酒）: - 卡伊姆 - 奇恰酒（參見奇恰酒英文版#Amazonia部分）：整個亞馬遜盆地，包括巴西、厄瓜多爾、秘魯、及委內瑞拉內陸，奇恰酒基本上都用木薯釀造，在秘魯的亞馬遜區域，奇恰酒被稱為“masato”。 - 卡西里酒（撒哈拉以南非洲） - 尼哈曼奇（南美洲），也稱為nijimanche（厄瓜多爾和秘魯） - 帕拉卡里（圭亞那） - 薩庫拉（sakurá，巴西、蘇里南） | 惕其拉（巴西） |
| 薑汁                            | 薑汁啤酒（博茨瓦纳） | |
| 馬鈴薯                          | 馬鈴薯啤酒 | 賀力卡（烏克蘭）、伏特加（波蘭）、馬鈴薯琴酒（德國）、阿夸維特（斯堪地納維亞半島）、博易亭（愛爾蘭）、徒節馬克（捷克）、布列尼文（冰島） |
| 甘蔗汁，或是糖蜜                | 拔希（菲律賓），betsa-betsa（馬達加斯加） | 蘭姆酒（加勒比地區）、農夫蘭姆酒（海地、馬提尼克、瓜德羅普、及其餘法屬安的列斯地區）、克雷林（海地）、卡沙夏（巴西）、德希·達路（印度）、甘蔗白蘭地（西班牙，也稱次白蘭地aguardiente de caña）、甘蔗烈酒（直譯為英文：火之水(firewater)）、瓜羅、lavagallo、平加（pinga，卡沙夏的一種，委內瑞拉、哥倫比亞、尼加拉瓜）、麻麻·瓜納（多明尼加）、Gongo和Konyagi（坦桑尼亞）、可可拉可（玻利維亞）、卡納酒（caña，一種蘭姆酒，阿根廷、烏拉圭）、espinillar（烏拉圭）、caña blanca（巴拉圭）、ginebra（菲律賓） |
| 番薯                            | | 芋焼酎（日本，參見日本燒酎英文版#Sweet potato shōchū）、韓國燒酒 |
| 朱蕉根部                        | | 歐克萊好（夏威夷） |
| 其他原料                        | 釀造酒名稱 | 蒸餾酒名稱 |
| 棕櫚樹液                        | 扣尤酒（中美洲）, 天波酒（tembo，棕櫚酒的一種，撒哈拉以南非洲）、托蒂酒（toddy，棕櫚酒的一種，印度次大陸） | |
| 桄榔樹液、椰、糖棕              | 棕櫚酒、圖拔（菲律賓） | 阿拉克,蘭班諾（菲律賓） |
| 蜂蜜                            | 蜂蜜酒、賀力卡（烏克蘭）、特傑（伊索比亞） | Medica（克羅埃西亞）、蒸餾蜂蜜酒、蜂蜜加味酒 |
| 奶                              | 馬奶酒、克菲爾、布莱德 | 奶酒（蒙古） |
| 食糖                            | 糖酒及蜂蜜酒，或是芬蘭糖酒（芬蘭） | 黒糖焼酎（日本，參見日本燒酎英文版#Brown sugar shōchū），或是蘭姆酒 |
| 核桃                            | 奧拉霍瓦茨酒（Orahovac，克羅埃西亞、塞爾維亞） | |

## 發酵飲料
- 啤酒
  - 麥芽酒
    - 大麥酒（英语：barley wine）
    - 苦啤酒
    - 棕色愛爾
    - 真愛爾（英语：Real Ale）
    - 輕愛爾
    - 老愛爾（英语：old ale）（也稱強愛爾）
    - 淡愛爾

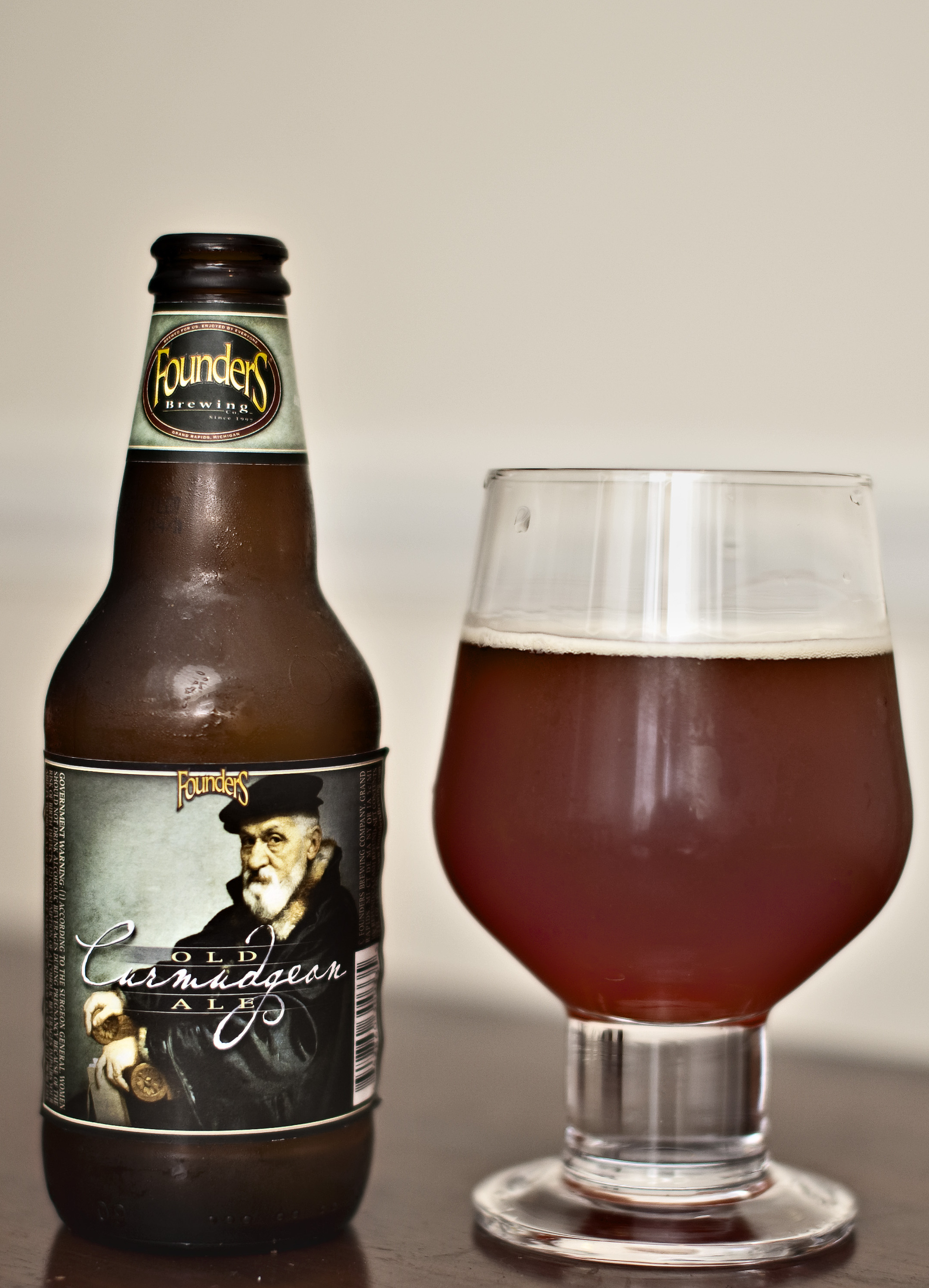
商標為“Founders Old Curmudgeon”的老啤酒（強啤酒）

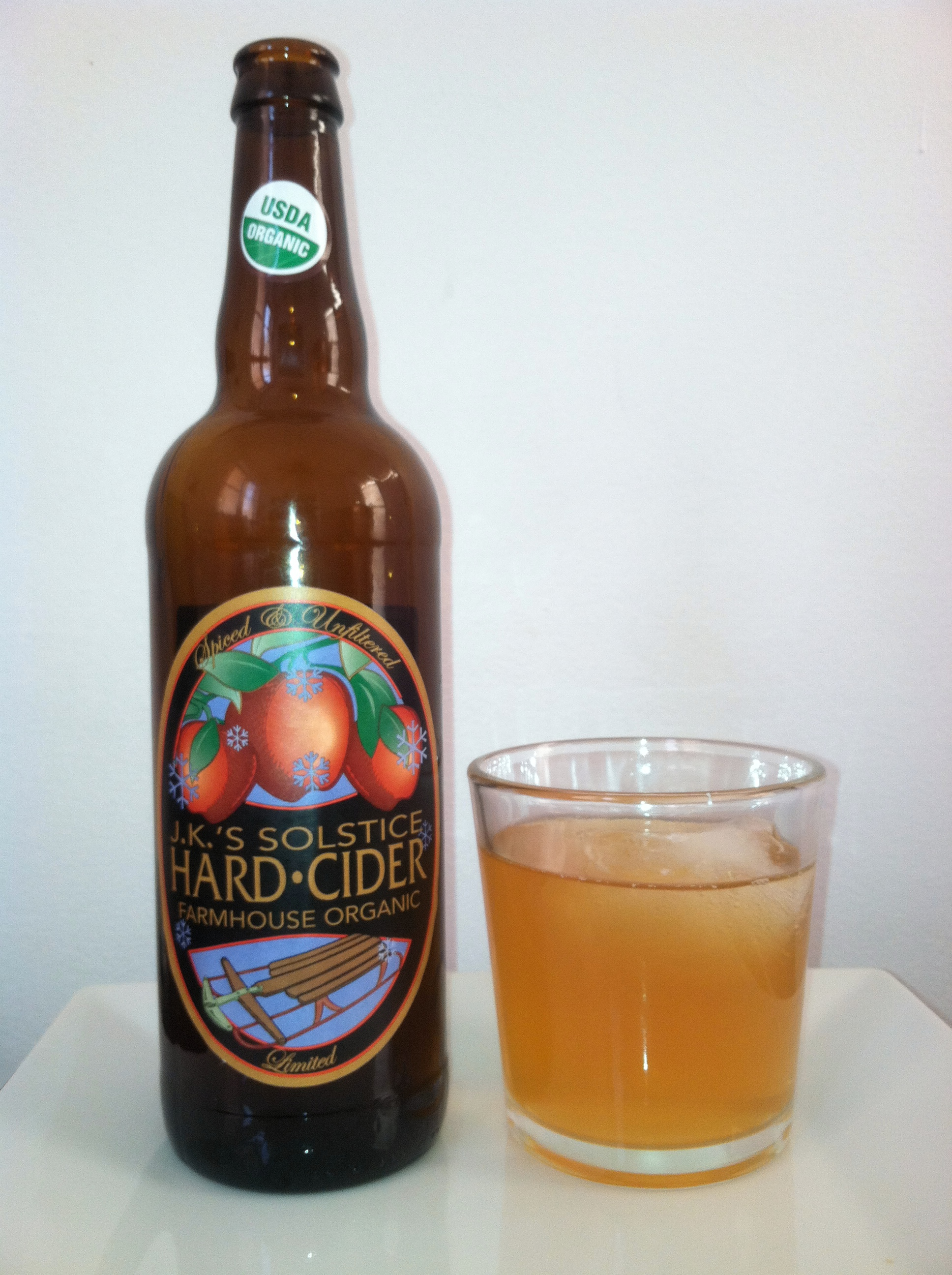
美國密歇根州出品的蘋果酒（硬西打）。

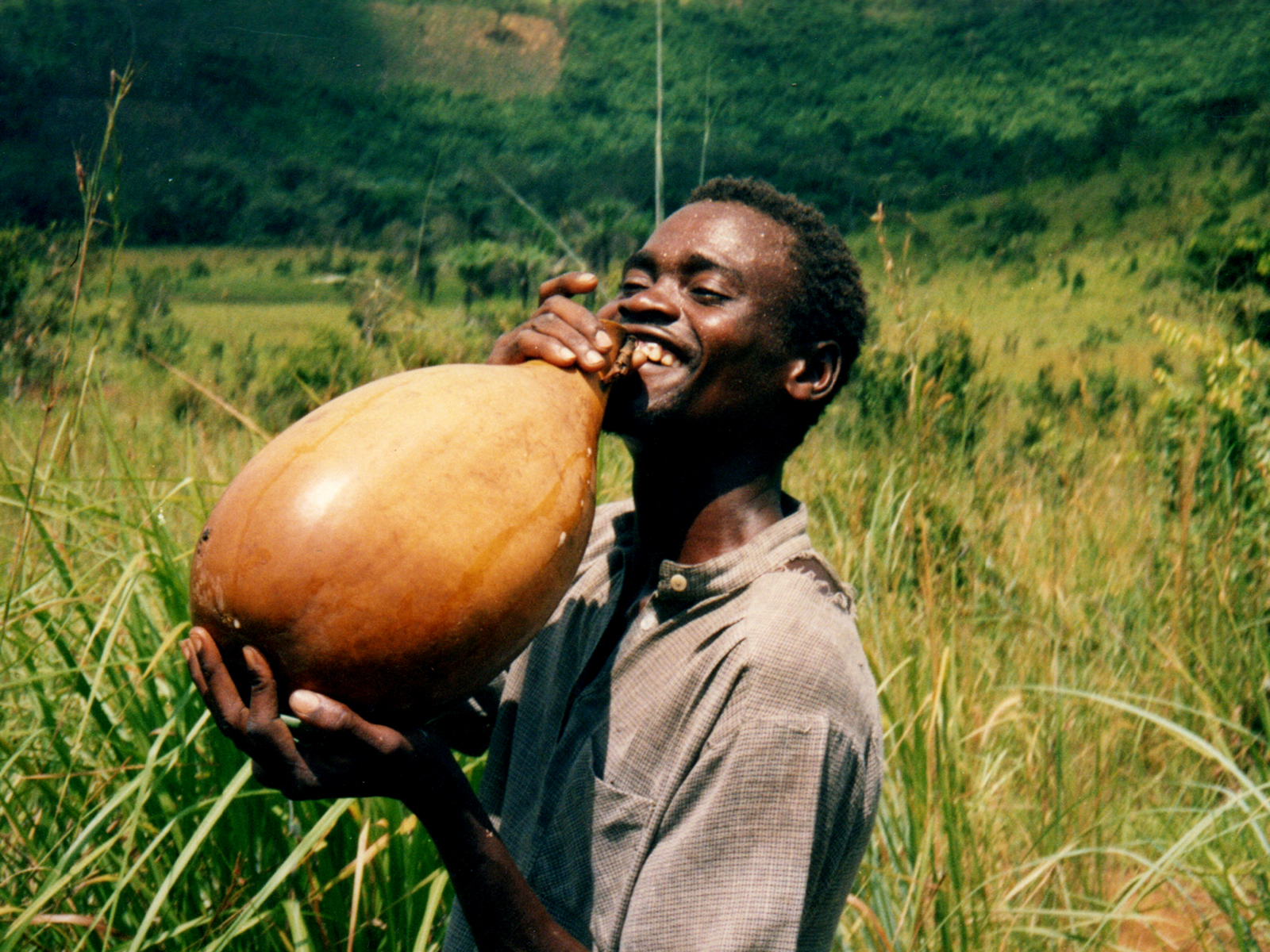
在剛果民主共和國班頓杜，棕櫚酒經發酵釀造後，收藏在葫蘆之中。

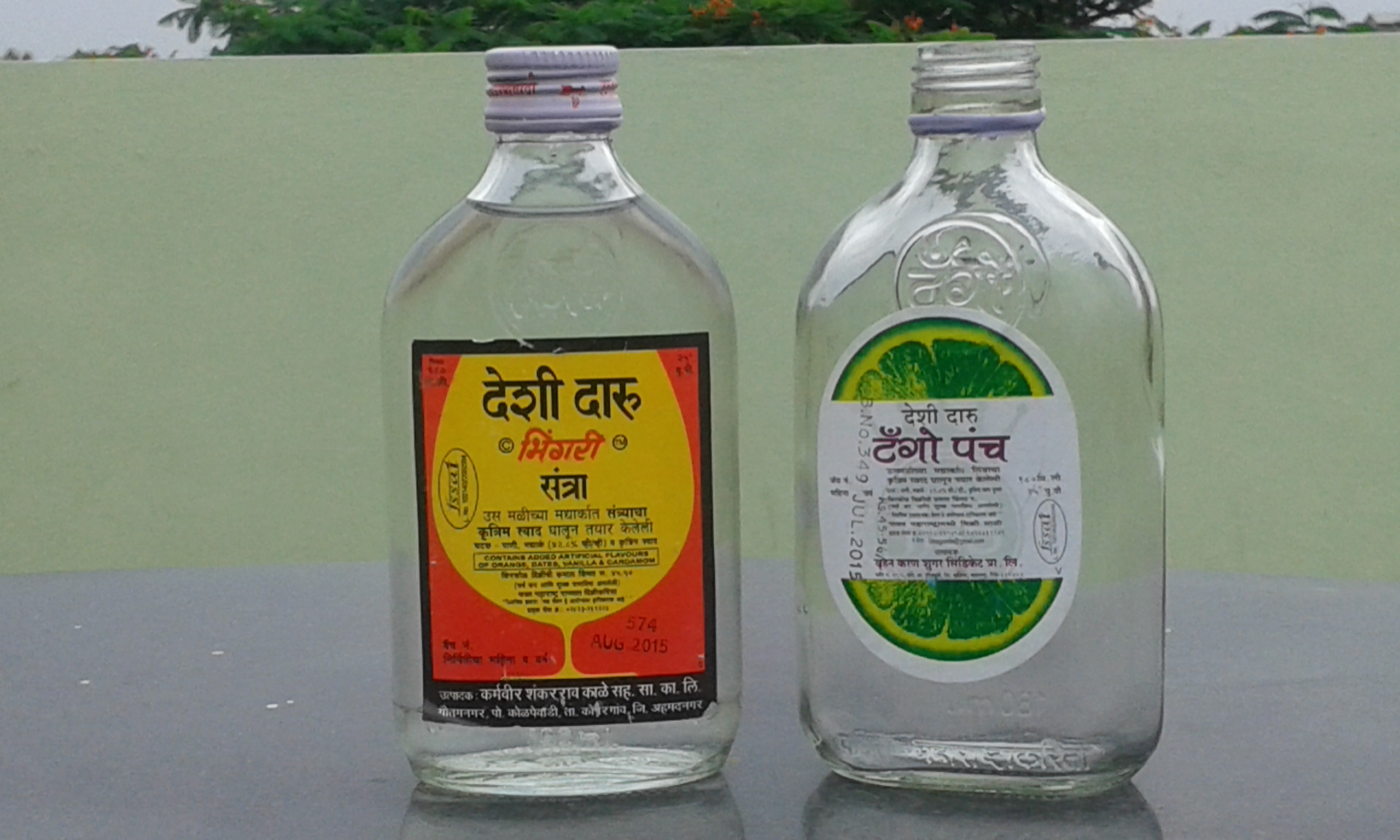
印度出品由糖蜜釀製的德希·達路。

      - 蘇格蘭強愛爾（參見愛爾淡啤酒，英文版#Scotch ale）

    - 波特啤酒（由棕色麥芽製成的深色啤酒）
      - 司陶特啤酒（酒精濃度較強的波特啤酒）

    - 老愛爾（英语：Old ale）

  - 水果啤酒（英语：fruit beer）
  - 拉格啤酒
    - 淡拉格（也稱為“辛口啤酒-低殘餘糖分啤酒”，由作用緩慢的酵母，在低溫下發酵而成）
      - 博克（英语：bock）（強啤酒，最早源自德國）
      - 清啤/在慕尼黑啤酒節供應的啤酒
      - 皮爾森啤酒（加入部分發芽大麥釀造的淡啤酒）

    - 黑啤（深色拉格啤酒）

  - 薩提（源自芬蘭農家自釀愛爾啤酒）
  - 淡啤酒（英语：small beer）（酒精濃度很低）
  - 小麥啤酒（有德文稱法“Hefeweizen”，除了發芽大麥之外，另加小麥製成）
    - Witbier（“白啤酒”（參見小麥啤酒，英文版#witbier），單獨用香草或水果取代啤酒花，或是在啤酒花之外額外加上香草或水果製成）
- 卡伊姆（由木薯或玉米釀造）
- 韓國清酒（韓國，由米釀造）
- 奇恰酒（由木薯、玉米根、葡萄、蘋果或其他水果釀製）
- 蘋果酒（由蘋果汁或其他果汁釀製）
  - 梨酒（由梨釀製）
  - 梅乾酒（由李子釀製）
- 德希·達路（由糖蜜或含糖量高的水果發酵製成）
- 黃酒（由米、小米、或小麥，經過酵母、黴菌、和細菌的特殊發酵劑釀製）
- 淫羊藿酒
- 卡西里酒（由木薯釀製）
- 糖酒（芬蘭人家中主要以糖釀製的酒）
- 馬奶酒（中亞，傳統上由馬奶製成，但現在主要是使用牛奶）
- 馬格利（韓國，由米釀製）
- 蜂蜜酒（由蜂蜜釀製）
- 尼哈曼奇（南美洲）又名nijimanche（厄瓜多爾和秘魯）（由木薯釀製）
- 棕櫚酒（由不同的棕櫚樹的汁液釀製）
- 帕拉卡里（由木薯釀製）
- Pulque（最初由墨西哥當地人製作，由龍舌蘭屬植物的汁液製成）
- 清酒（由精米製成）
- 薩庫拉（由木薯釀製）
- 沙投
- 印度米酒
- 塔普益（英语：Tapuy）（菲律賓，由糯米釀製）
- 帖帕奇
- 緹斯溫（英语：Tiswin）（由玉米，或是或巨人柱仙人掌釀製）
- 通托（英语：Tonto (beverage)）
- 葡萄酒
  - 古柯鹼酒（英语：Coca wine），摻有古柯鹼的酒精飲料，美國在1920年把這種產品予以禁止
  - 烈性葡萄酒（英语：Fortified wine）
    - 波特酒
    - 馬德拉酒
    - 瑪薩拉酒
    - 雪利酒
    - 香艾酒（英语：Vermouth）
    - 聖托里尼葡萄酒（英语：Santorini (wine)）

  - 果酒
  - 餐酒
  - 桑格利亞酒
  - 氣泡酒
    - 香檳酒

## 蒸餾酒

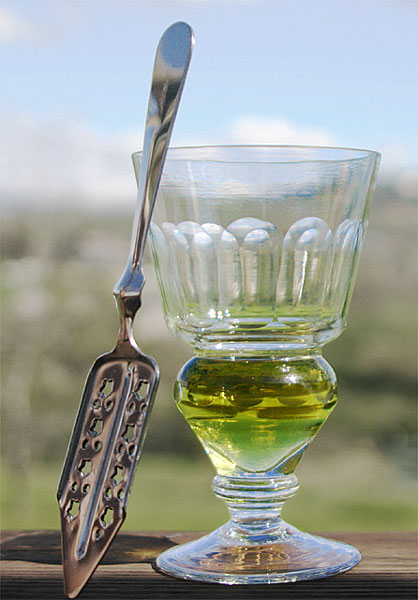
盛裝天然綠色琴酒的儲酒杯，之旁有一把琴酒調製湯匙。

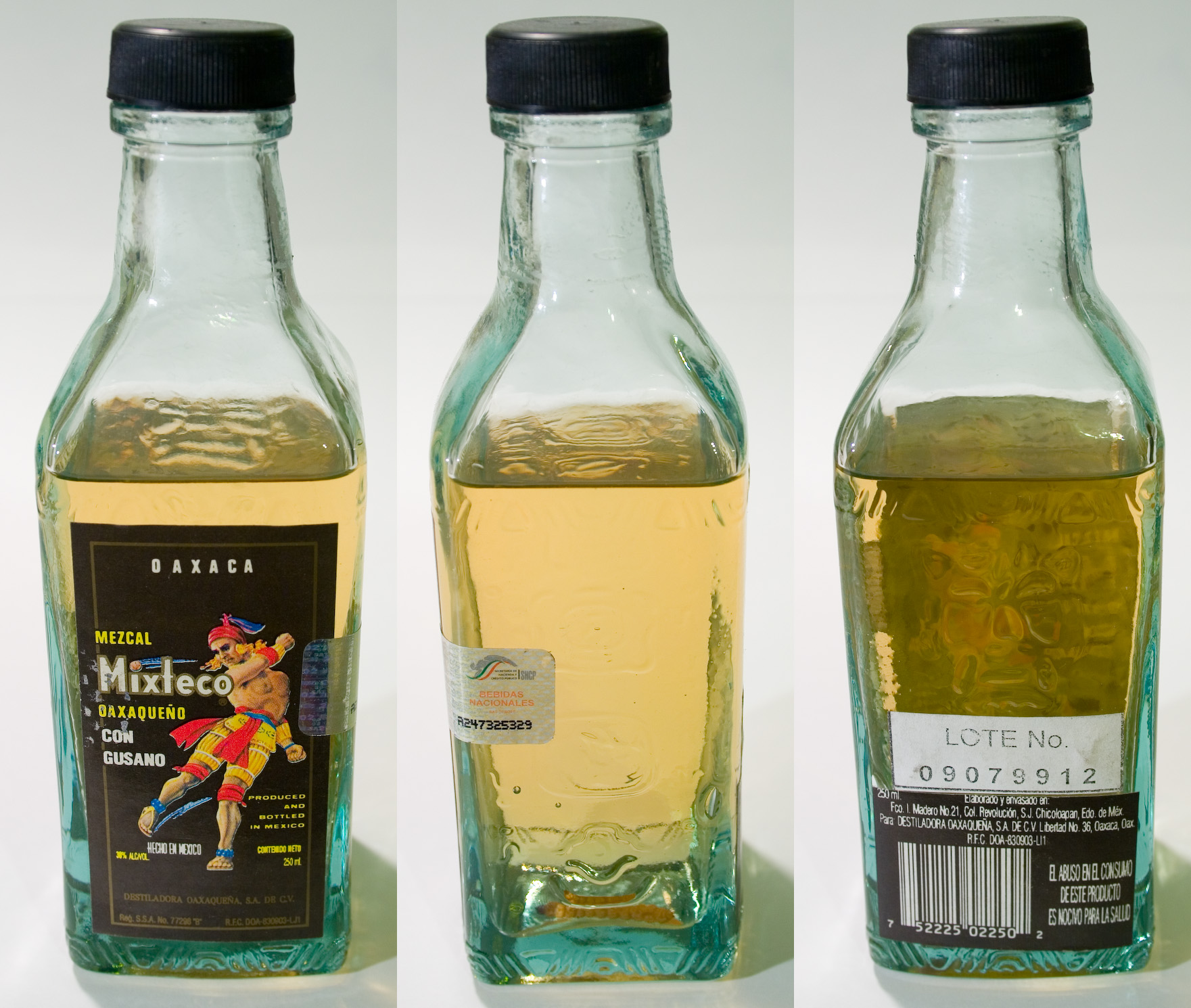
從不同的角度觀察一瓶梅斯卡爾酒，有些酒中會放梅斯卡爾蠕蟲（一種侵害龍舌蘭蛾類的幼蟲）在其中。

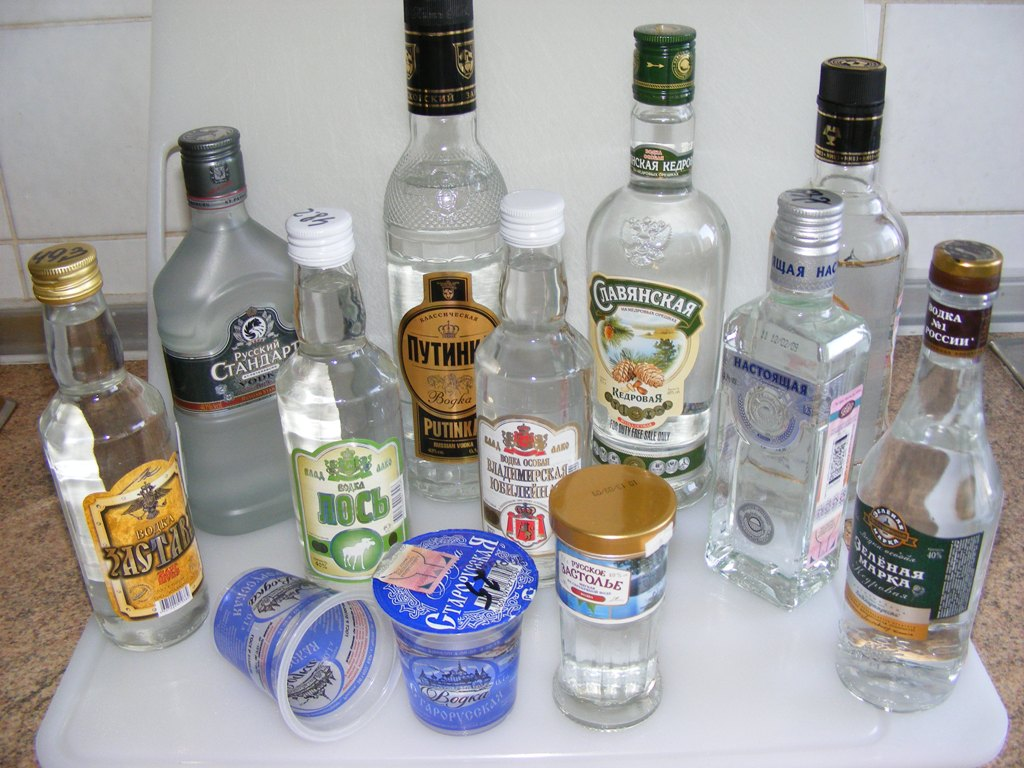
各式包裝的俄羅斯伏特加。

### 定義
蒸餾飲料（烈酒，可用spirit，或是liquor表達），是通過蒸餾，把發酵過的穀物、水果、植物、蔬菜、種子、或是根部，把其中的乙醇濃度提高而製成。其中包括伏特加、琴酒、白酒、燒酎、燒酒、龍舌蘭酒、蘭姆酒、威士忌、白蘭地、和辛加尼。啤酒、葡萄酒、蘋果酒、清酒、和黃酒都是發酵飲料（釀造酒）的例子。
北美洲和印度使用hard liquor來和未蒸餾酒作區分，並含蓄暗示未蒸餾酒的酒精強度比較弱。

### 已知世界烈酒列表
以下是世界各地生產的烈酒（按類型，並按英文字母順序排列）：

#### 蔗糖/甜菜/蜂蜜蒸餾酒
- 亞拉克
- 卡夏莎
- 賀力卡，在烏克蘭又被稱為Samohon（私酒的意思）
- 蘭姆酒
  - 潘川蘭姆酒（英语：Puncheon rum）
- 農夫蘭姆酒（法屬安地列斯）

#### 水果蒸餾酒
- 蘋果蒸餾酒
  - 蘋果烈酒
- 水果白蘭地（英语：fruit brandy）蒸餾酒
  - 帕林卡
  - 斯洛伐克琴酒
  - 卡爾瓦多斯
  - 蘭比格（英语：Lambig）
  - 生命之水白蘭地（英语：Eau-de-vie）（最早源自法國）
  - 櫻桃白蘭地
  - 拉基亞
  - 史奈普斯（英语：Schnapps） - 水果或草藥白蘭地
  - 梅德羅尼奧（英语：Medronho）（葡萄牙的水果白蘭地）
- 葡萄蒸餾酒
  - 白蘭地
    - 雅文邑白蘭地
    - 干邑白蘭地
    - 梅塔莎（英语：Metaxa）（希臘白蘭地）
    - 葡萄果渣巴林卡（英语：Törkölypálinka）（匈牙利）
    - 辛加尼

  - 皮斯可（秘魯；智利）
- 梨蒸餾酒
  - 威廉斯梨白蘭地
    - Williamine（英语：Williamine） - 一種“威廉斯梨白蘭地”的品牌名稱
- 李子蒸餾酒
  - 達馬辛生命之水白蘭地（英语：Damassine）
  - 斯利沃威茨
  - 羅馬尼亞李子白蘭地（英语：Ţuică）
- 樹莓蒸餾酒
  - 香博樹莓力嬌酒
  - 海姆貝格樹莓白蘭地（英语：Himbeergeist）

#### 穀物釀造酒蒸餾酒
- 大麥蒸餾酒
  - 琴酒
  - ManX Spirit（英语：ManX Spirit）（英國）
  - 倫敦辛口琴酒（London dry gin，對於英國特定生產流程所生產琴酒的統稱[14]）
  - 威士忌酒
    - 愛爾蘭威士忌
    - 日本威士忌
    - 蘇格蘭威士忌（也可拼為Scottish whiskey，或scotch）
- 玉米蒸餾酒
  - 美國威士忌
    - 波本威士忌（又可拼為Kentucky whiskey, 或是bourbon (United States)）
    - 田納西威士忌
    - 德克薩斯威士忌（Texas whiskey）

  - 加拿大威士忌
- 藜麥蒸餾酒
  - 美國威士忌
- 燕麥蒸餾酒
  - 威士忌
    - 美國威士忌
- 麥芽蒸餾酒
  - 荷蘭琴酒（又可拼為Genever）
  - 琴酒
    - 烏荊子李琴酒（英语：Damson gin）
    - 黑刺李琴酒（英语：Sloe gin）（英國）
- 米蒸餾酒
  - 泡盛（日本）
  - 燒酒（韓國）
  - 燒酎（日本）
  - 白酒（中國）
- 裸麥蒸餾酒
  - 賀力卡，又被稱為Samohon
  - 裸麥威士忌（英语：Rye Whiskey）
- 高粱酒蒸餾酒
  - 白酒，也叫燒酒（中國）
    - 茅台，英文也被拼為Moutai
    - 高粱酒
- 小麥蒸餾酒
  - 賀力卡，又被稱為Samohon
  - 伏特加
- 未指定/多重穀物蒸餾酒
  - 精餾酒精

#### 草藥蒸餾酒
- 苦艾酒
- 草本聖人（英语：Herbsaint），一種使用茴芹（西洋茴香）加味的蒸餾酒
- 史奈普斯，水果或草藥白蘭地

#### 植物為基底蒸餾酒
- 龍舌蘭蒸餾酒
  - 梅斯卡爾酒
  - 龍舌蘭酒

#### 種子/植物蒸餾酒
這些蒸餾酒使用種子或植物作為重要增味劑：
- 茴芹蒸餾酒
  - 苦艾酒
  - 阿夸維特
  - 亚力酒 （页面存档备份，存于）
  - 拉克酒
- 椰子花蒸餾酒
  - 亞拉克

#### 樹汁蒸餾酒
- 棕櫚樹液蒸餾酒
  - Akpeteshie（英语：Akpeteshie）（在奈及利亞被稱為奧戈戈羅（Ogogoro））
- 樺樹液蒸餾酒
  - 例如有名為弗蕾亞樺樹烈酒（Freya Birch Spirit）的產品在市面販售。[15]

#### 蔬菜類蒸餾酒
- 馬鈴薯蒸餾酒
  - 賀力卡，又名薩摩洪
  - 伏特加

#### 複雜/多次蒸餾
- 麻麻·瓜納
- 博易亭（也可拼為potcheen、poteen、或potheen）
- 燒酎
- 白酒
- 燒酒